# Vrasenedok

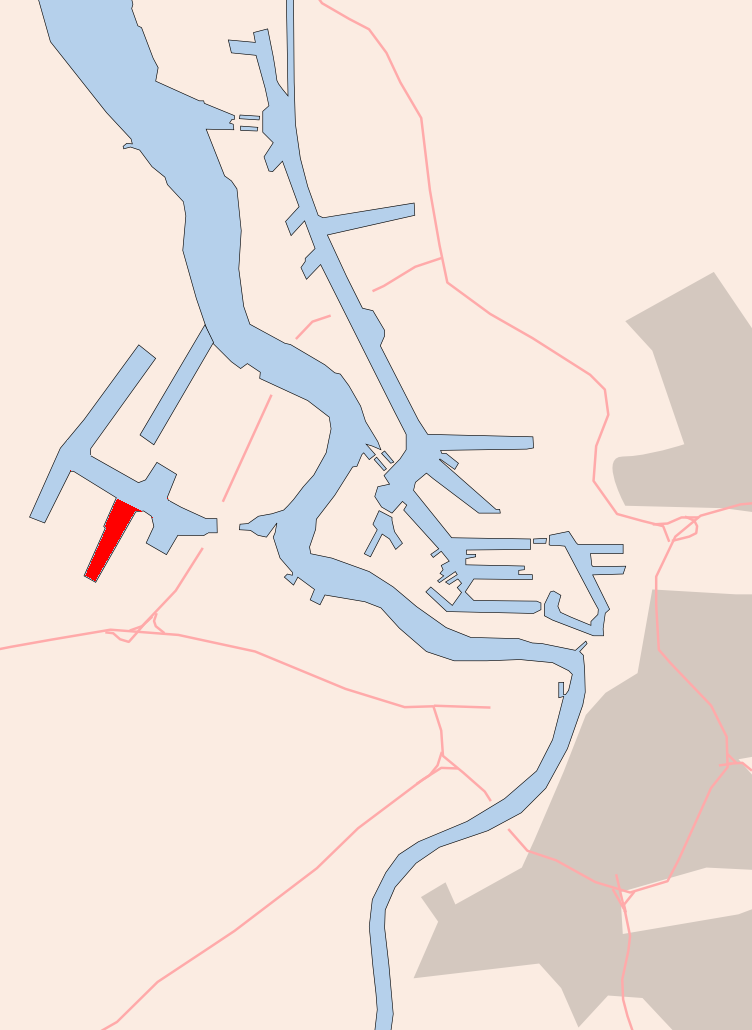
Locatie

Het Vrasenedok is een zuidwestelijk dok aan het Waaslandkanaal, in de haven van Antwerpen, in Oost-Vlaanderen. het dok ligt iets westelijk van het Zuidelijk Insteekdok en werd bijna gelijkertijd gegraven met het Waaslandkanaal, ongeveer tussen 1981 en 1983. Het dok heeft dienst gedaan als droogdok voor de bouw van de 8 tunnelelementen van de Liefkenshoektunnel. 
Het Vrasenedok is 1901 meter lang en heeft ongelijkzijdige kaai-afmetingen. De uitgang naar het Waaslandkanaal is 520 meter breed, het tweede deel vanaf nº 1233 (westkaai) en 1211 (oostkaai) is 400 meter breed, en aan het einde is het dok 350 meter breed. Over de gehele lengte is ze 14,50 meter diep. Het dok doet voornamelijk dienst als dok voor containertrafiek.
Op de hoek van 1201 tot 1133 ligt de nieuwe concessie van Belgian Scrap Terminal. Dan vanaf 1203 tot rondom dit havendok, tot 1251, eigenlijk al in het Waaslandkanaal, ligt het bedrijf Westerlund, die hier zijn concessie heeft. Gigantisch zijn ook de lange rijen muren van opgestapelde containers, tezamen met de gigantische walkranen voor deze containerverwerking. Met de uitbreiding van de linkeroeverhaven komen de rechteroeverhavenconcessies hier hun nieuwe vestigingen plaatsen. Hun oude vestigingen in de oudere dokken worden overgenomen door andere bedrijven of ze blijven er de kleinere vrachtschepen verwerken.
In deze nieuwe linkeroeverhaven komen veel grotere schepen aanleggen met méér laadcapaciteit, waarvan vroeger voor dezelfde lading en tonnenmaat, twee tot drie cargo's nodig waren.
Op de Antwerpse rechteroever van de Schelde:
Albertdok · Amerikadok · Asiadok · Bevrijdingsdok · Bonapartedok · Churchilldok · Derde Havendok · Eerste Havendok · Graandok · Hansadok · Houtdok · Industriedok · Kanaaldok · 
Kattendijkdok · Kempisch dok · Kooldok · Leopolddok · Lobroekdok · Margueriedok · Marshalldok · Noordschippersdok · Petroleumdok · Sasdok · Schippersdok · Schuildok voor Lichters · Siberiadok · Steendok · Straatsburgdok · Suezdok · Tweede Havendok · Verbindingsdok · Vierde Havendok · Vijfde Havendok · Willemdok · Zesde Havendok · Zuiderdokken
Op de Oost-Vlaamse linkeroever van de Schelde:
Deurganckdok · Doeldok · Noordelijk Insteekdok · Saeftinghedok · Verrebroekdok · Vrasenedok · Waaslandkanaal · Zuidelijk Insteekdok